# Traiguera
Traiguera település Spanyolországban, Castellón tartományban. Traiguera Canet lo Roig, Cervera del Maestre, La Jana, San Jorge, San Rafael del Río és Ulldecona községekkel határos. Lakosainak száma 1300 fő (2024).

## Népesség
A település népessége az elmúlt években az alábbi módon változott:
| Lakosok száma | 1573 | 1561 | 1664 | 1695 | 1686 | 1531 | 1502 | 1378 | 1358 | 1300 |
|               | 2001 | 2004 | 2006 | 2009 | 2011 | 2014 | 2016 | 2019 | 2021 | 2024 |